# Holštejn
Holštejn är en ort i Tjeckien.   Den ligger i regionen Södra Mähren, i den östra delen av landet, 190 km öster om huvudstaden Prag. Holštejn ligger 469 meter över havet och antalet invånare är 156.
Terrängen runt Holštejn är platt åt sydost, men åt nordväst är den kuperad. Holštejn ligger nere i en dal. Runt Holštejn är det ganska tätbefolkat, med 62 invånare per kvadratkilometer. Närmaste större samhälle är Blansko, 10,8 km väster om Holštejn. Trakten runt Holštejn består till största delen av jordbruksmark.